# Viateur Lefrançois
 (septembre 2017).
Pour les articles homonymes, voir Lefrançois.
Viateur Lefrançois, né le 2 septembre 1943 à Sainte-Félicité de Matane, est un écrivain et conférencier québécois. Il se consacre au roman pour la jeunesse depuis les années 1990.

## Biographie
Viateur Lefrançois est un écrivain et conférencier québécois. Il se consacre à l'écriture de romans historiques et de livres destinés à la jeunesse.
Viateur Lefrançois donne également des conférences sur le thème de l'histoire du Canada,,.